# Bumerin

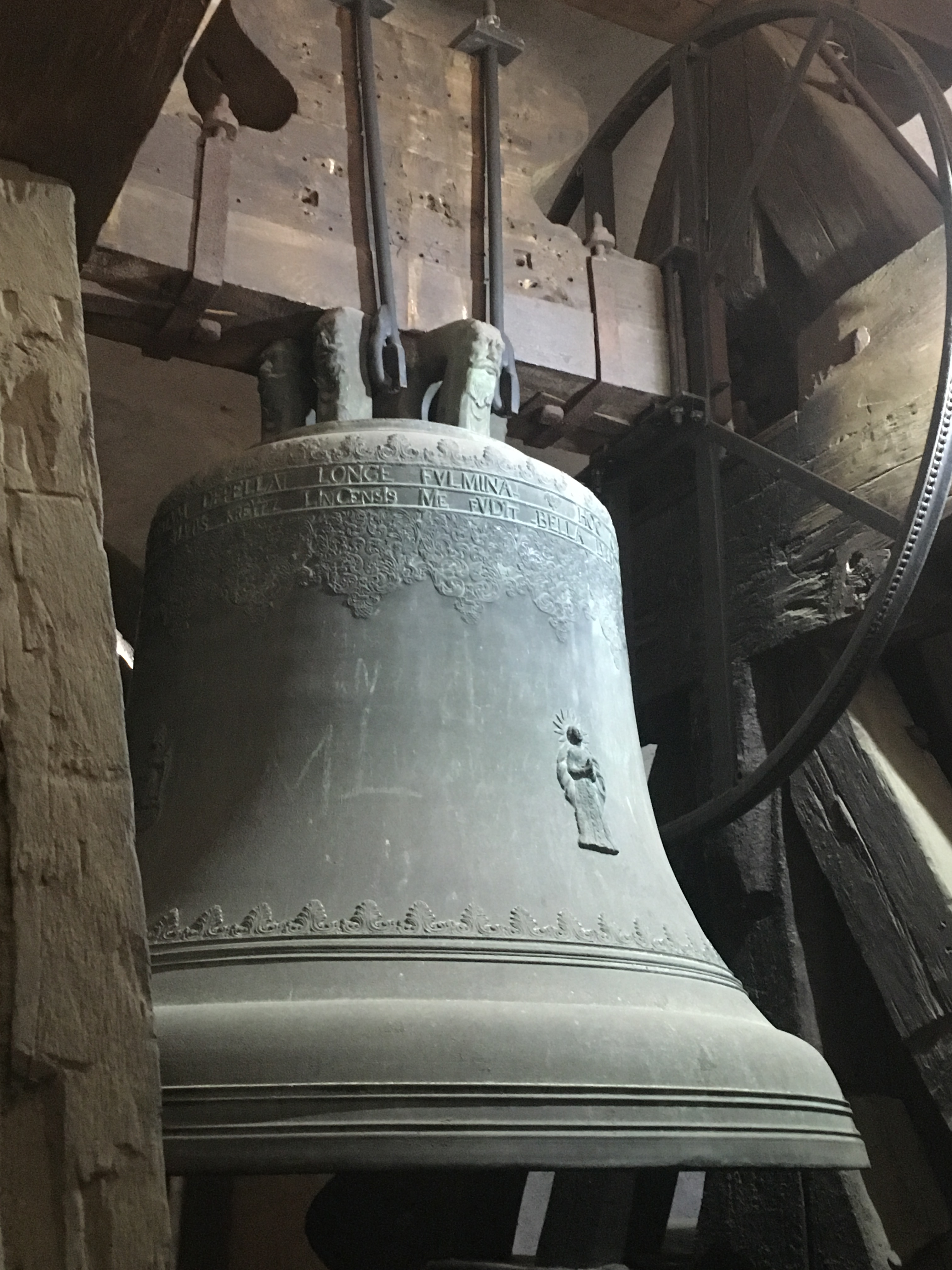
Zvon Bumerin

Bumerin (též Bumerina, rod ženský, případně Pumerin) je největší zvon na Černé věži v Českých Budějovicích a zároveň největší existující zvon Jihočeského kraje. Současný zvon odlil Sylvius Kreuz v roce 1723, město měl chránit před bleskem, povodněmi a válkou.

## Původní Bumerin
Předchůdce současného zvonu ulil roku 1507 budějovický zvonař, kovář a puškař Mikuláš. Vážil (podle různých zdrojů) 4500 nebo 4627 kilogramů. Vznikl dříve než Černá věž, takže byl původně zavěšen na Hodinové věži kostela svatého Mikuláše nebo zvonici u kostela svatého Mikuláše.. Pro hluboký tón byl nazýván Bumerin. Během stavby Černé věže do ní byla roku 1573 přenesena část zvonů z kostela, roku 1576 následoval zvon Bumerin. Roku 1617 provedl opravu zvonu Valentin Arnold. Díky přesunu z kostela unikl velkému požáru města 24. července 1641 (zvony, které v kostelních věžích zůstaly, zanikly). V roce 1723 zvon praskl.

## Historie a podoba
Během procesí 21. března 1723 zvon praskl, své služby nabídli tři zvonaři z Prahy, Znojma a Lince. Město České Budějovice z důvodu největších zkušeností a složení peněžní kauce oslovilo lineckého zvonaře Sylvia Kreuze, který ještě v srpnu 1723 přelil Bumerin do současné podoby. V té dosahuje hmotnosti (podle různých zdrojů) 3429, 3456 nebo 3500 kilogramů, spodního průměru 181 nebo 182 centimetrů, výšky (bez koruny) 147 centimetrů a hloubky 134 centimetrů. Ladění odpovídá tónu a0 (malé a). Plášť zdobí dvouřádkový nápis:
| „ | HOC OPVS DEO B: V: MARIAE SS: NICOLAO AVRATIANO DONATO IN HONOREM FABRIPARATVM DEPELLAT LONGE FVLMINA BELLA LVEM VERVM CARO FACTVM IESVS NAZARENVS REX IVDAEORVM ANNO MDCCXXIII SYLVIVS KREYTZ LINCENSIS ME FVDIT | “ |

V překladu: Toto dílo ku poctě Boha, blahoslavené Panny Marie, svatých Mikuláše, Auratiana, Donáta učiněno jest, nechť zahání blesky, válku, povodně. Slovo učiněno Tělem. Ježíš Nazaretský, král židovský. Léta 1723 Sylvius Kreutz z Lince mě ulil. Pod nápisem následují vyobrazení svatého Mikuláše, svatého Auraciána, svatého Donáta a Panny Marie Budějovické. Pro sladění s novým zvonem Bumerin došlo i k přelití zvonů Poledník a Marta ukončených 8. října 1723. Za práci bylo vyplaceno 841 zlatých. Kreuz dále navrhl doplnit menší zvon Oktáva, který byl rovněž ulit ještě v roce 1723 (Oktáva byla znovu přelita roku 1724 v linecké dílně, neboť s původní nebylo dosaženo žádaného souzvuku).

## Využití
Zvon je umístěn ve vyšším zvonovém patře Černé věže. Sloužil k vyzvánění při slavnostech (společně s ostatními zvony, například na Zelený čtvrtek nebo před významnými bohoslužbami), při úmrtí hlavy státu, biskupa nebo starosty (samostatně), případně k ohlašování požáru (šturmováním, tj. samostatnými údery). V současnosti se používá převážně při zvláštních příležitostech, ať už pozitivního nebo negativního charakteru. Zvonil například při úmrtí papeže Jana Pavla II. roku 2005, 15. listopadu 2011 na památku obětí ve Francii, v prosinci 2011 k úmrtí Václava Havla, 10. března a 20. listopadu 2015 při zahájení a ukončení oslav 750. výročí města. 20. dubna 2018 k příležitosti návratu ostatků kardinála Josefa Berana. 28. října 2018 k příležitosti oslav 100 let založení Československa.

## Rekvizice
V roce 1917 byl za přispění rodáka Oskara Freunda pracujícího na ministerstvu války ve Vídni, generál-inženýra Viktora Dziubinskiho a starosty Josefa Tascheka zvon po dlouhém jednání uchráněn před rekvizicí. První jmenovaný o této události roku 1932 publikoval knihu v českém i německém jazyce (Jak byla pro Č. Budějovice zachráněna „bumerina“ / Wie die Bummerin B. Budweis erhalten blieb). Za druhé světové války se zvon rovněž podařilo zachránit. Zrekvírovány byly Poledník, Marta a Oktáva, přičemž druhé dva nepodlehly zkáze a po skončení války byly nalezeny na tzv. hřbitově zvonů na pražských Maninách a vráceny na věž. Zanikl pouze Poledník.

## Zajímavosti a pověsti
Na Černé věži je vystaveno původní 174 kg srdce zvonu z roku 1723. Podle pověsti z budějovického Heimatbuchu na louce u Lišova vyhrabala svině se psem zvon Bumerin, který tamní věž neunesla a Lišov jej prodal Budějovicím za tři menší zvony a tolik stříbrňáků, kolik se vešlo do řady z Budějovic do Lišova. Jiná pověst uvádí, že na tomto místě zvon zakopali obyvatelé Rudolfova, kteří se báli odvety Budějovických za obléhání Budějovic a zpustošení jejich okolí stavovskými vojsky, jimž Rudolfov v zimě 1618–1619 poskytl zázemí.